# Баркли маратон
Баркли маратон е (на английски: Barkley Marathons) е планински ултрамаратон провеждащ се ежегодно от 1986 година насам във Фроузън Хед Стейт Парк в близост до Уортбърг, Тенеси, САЩ. Състезанието е световноизвестно с пословичната си трудност и секретноста около провеждането му.
Състезанието се състои от 5 обиколки на планинска местност или общо около 160 километра. Завършването само на 3 обиколки се нарича „фън рън“, но не се приема за завършено състезание. Пътят преминава през пресечени местности и на повечето места липсва всякаква маркировка. Вместо чекпойнти на определени места от трасето са поставени 7 книги. Състезателите трябва да намерят книгата и да скъсат страницата от книгата, която съвпада със състезателния им номер. Без наличието на всички 7 страници, обиколката не се прима за завършена. Контролното време за завършване на всички 5 обиколки е 60 часа.
Състезанието е основано от бившия трейл бегач Гари Кантрел (Лазарус Лейк) и е вдъхновено от бягството от затвора на убиеца на Мартин Лутер Кинг - Джеймс Рей. Бягството се случва в същата местност, но Рей успява да измине едва 13 километра за 55 часа в гората. Трасето на маратона минава покрай самия затвор и дори минава през канал, който минава под него. Кантрел наименува състезанието на своя приятел бегач от миналото - Бил Баркли, който е фермер. Самият Кантрел никога не е завършвал състезанието.
Маратонът се отличава с изключителната си секретност. Начинът на кандидатстване за участие е мистерия, състезанието няма официален уебсайт, нито официално класиране. Всяка година до състезанието чрез предварителен подбор се допускат само 40 бегачи, а таксата за участие е само 1 долар и 60 цента. Всеки избран участник получава писмо със съболезнования и е длъжен да донесе на старта регистрационен номер на автомобил от щата или страната, от която и идва и представлява. Моментът на стартиране също не е ясен и всеки път е по-различно време на денонощието. Стартът се ознаменува със звуков сигнал от раковина, който означава, че състезанието ще започне след час. Самият старт на бягането се дава със запалване на цигара от Кантрел.

## Финиширали маратона
Към 2024 година състезанието е завършено успешно само 26 пъти от 20 състезатели.
| Година | Име               | Време    | Бележки                                          |
| ------ | ----------------- | -------- | ------------------------------------------------ |
| 1995   | Марк Уилямс       | 59:28:48 | Първи успешно финиширал                          |
| 2001   | Дейвид Хортън     | 58:21:00 | Нов рекорд                                       |
| 2001   | Блейк Ууд         | 58:21:01 |                                                  |
| 2003   | Тед Кейзър        | 56:57:52 | Нов рекорд                                       |
| 2004   | Майк Тилдън       | 57:25:18 |                                                  |
| 2004   | Джим Нелсън       | 57:28:25 |                                                  |
| 2008   | Браян Робинсън    | 55:42:27 | Нов рекорд                                       |
| 2009   | Андрю Томпсън     | 57:37:19 |                                                  |
| 2010   | Джонатан Башам    | 59:18:44 |                                                  |
| 2011   | Брет Маун (1)     | 57:13:33 |                                                  |
| 2012   | Брет Маун (2)     | 52:03:08 | Нов рекорд                                       |
| 2012   | Джаред Кембъл (1) | 56:00:16 |                                                  |
| 2012   | Джон Фегиверси    | 59:41:21 |                                                  |
| 2013   | Ник Холън         | 57:39:24 |                                                  |
| 2013   | Травис Уайлдбоер  | 58:41:45 |                                                  |
| 2014   | Джаред Кембъл (2) | 57:53:20 |                                                  |
| 2016   | Джаред Кембъл (3) | 59:32:30 |                                                  |
| 2017   | Джон Кели         | 59:30:53 |                                                  |
| 2023   | Аурелиен Санчез   | 58:23:12 |                                                  |
| 2023   | Джон Кели (2)     | 58:42:23 |                                                  |
| 2023   | Карел Сабе        | 59:53:33 |                                                  |
| 2024   | Ихор Верис        | 58:44:59 |                                                  |
| 2024   | Джон Кели (3)     | 59:15:38 |                                                  |
| 2024   | Джаред Кембъл (4) | 59:30:32 |                                                  |
| 2024   | Грег Хамилтън     | 59:38:42 |                                                  |
| 2024   | Жасмин Парис      | 59:58:21 | първата успешно финиширала жена, най-бавно време |

## Документални филми
- The Barkley Marathons: The Race That Eats Its Young (2014)
- Where Dreams Go To Die (2017)